# الصرخة البعيدة 4
الصرخة البعيدة 4 (بالإنجليزية: Far Cry 4)‏ هي لعبة فيديو من نوع أكشن- مغامرات (تصويب منظور الشخص الأول)، تاريخ صدورها هو 18 نوفمبر 2014، وهي متوفرة على أجهزة مايكروسوفت ويندوز وبلاي ستيشن 3 وبلاي ستيشن 4 وإكس بوكس 360 وإكس بوكس ون. اللعبة من تطوير يوبي سوفت مونتريال ويوبي سوفت تورنتو ويوبي سوفت شانغهاي ومن نشر يوبي سوفت.
بعض جوانب اللعبة مستوحاة من الحرب الأهلية النيبالية، كما أن زي خصم اللاعب باجان مين مستوحى من الأفلام اليابانية Ichi the Killer وBrother. كما يتوفر اللعب الجماعي المصمم من قبل ريد ستورم إنترتنمنت بينما تم تعديل اجزاء من اللعبة (Shangri-La) بواسطة يوبي سوفت تورنتو.

## أسلوب اللعبة
لأول مرة في السلسلة سوف نلعب ببطل من نفس المنطقة التي يلعب فيها ولكن هذا أيضا لا يمنعنا بان نعتبره غريب لأنه عاش خارج الديار لفترة كبيرة ثم عاد لها، وهذه المرة سيكون هناك معنى للعبة لان البطل يريد المقاومة أكثر من الهروب وترك الدولة كما سبق، وكما عودتنا اللعبة فأنها تعتمد على منظور الشخص الأول في العالم المفتوح بشكل ممتع جدا وتعتمد على تصويب دقيق جدا يجعلنا نستطيع أن نصوب على كل شيء بسهولة، فاللعبة سيتواجد بها أنواع عديدة من الأسلحة ومنها القوس والسهم ويمكن حمل العديد من الأسلحة في وقت واحد ولكنها هذا يعود إلى تجهيز وترقية أدواتك.
وكما شهدنا في الجزء السابق فإننا سوف نعتمد في الترقية على جلود الحيوانات المفترسة التي فرضتها علينا بيئة اللعبة، فتنوع بيئة اللعبة سيجعلنا نشاهد العديد من الحيوانات البرية التي سيكون عليك اصطيادهم لتحصل على جلدهم لترقي حقائبك من حمل الأسلحة والذخيرة والعلاج والأدوات اللازمة، كما يمكنك تجنيد بعض الحيوانات في بعض المراحل لتجعلها تهاجم الأعداء وتشغلهم حتى تقوم بقتلهم، كما ستحمل كاميرا التصوير لتلتقط صور الأعداء وتحدد مواقعهم عن بعد، وأيضا يمكنك أن تلفت انتباه الأعداء بالحجارة حتى تتسلل إلى المعسكر وتهاجمهم.
وكما عودتنا اللعبة أنها تظهر في البيئات الطبيعية الأكثر جمالا والتي تجعلنا ننبهر بها وبقوتها، خاصة إننا أصبحنا نتفاعل مع البيئة ونستمتع بها وسنجد أيضا تنوع في البيئات من بيئة الغابات الاستوائية إلى بيئة الجليد والاستمتاع بجمال الطبيعة، وخاصة أن الشركة تعتمد على أقوى محرك لديها لتظهر تجسيد الطبيعة بشكل واقعى يبهر به اللاعبين ويشعرهم بقوة اللعبة، وتستخدم الشركة محرك Dunia Engine الذي اظهر قوته في تجسيد الجزء السابق وتجسيد الشخصيات بشكل جيد جدا، لذلك سوف نشهد تطور وتجسيد أفضل في هذا الجزء مع أجهزة الجيل الجديد. ووقد أدى تطوير اللعبة من خلال يوبي سوفت مونتريال، التي تولت تطوير امتياز لعبة فار كراي بعد الإفراج عن صرخة الأقصى: الغرائز في عام 2005. تطوير إضافية تم التعامل معها من قبل أربعة استوديوهات يوبي سوفت أخرى في المنزل، يوبي سوفت تورونتو، العاصفة الحمراء الترفيه، يوبي سوفت شنغهاي، ويوبي سوفت كييف. الاستوديو مونتريال عملت على حملة اللعبة، عمل استوديو تورونتو على شانغريلا شرائح الحملة، التعامل مع العاصفة الحمراء تطوير متعددة تنافسية، عمل استوديو شنغهاي على الصيد وضعت البعثات، وكييف استوديو نسخة PC للعبة. تطوير اللعبة بدأت في أواخر عام 2012، بعد شحن قاتل العقيدة الثالث. مدير اللعبة الإبداعية هو أليكس هاتشينسون، الذي كان يعمل سابقا في شركة ماكسيس سبور وكذلك قاتل العقيدة الثالث.
عندما تبادل الأفكار الأفكار لعبة جديدة لعبة فار كراي، فريق التطوير كان مقررا في الأصل على تطوير تتمة مباشرة لعبة فار كراي 3. سيتم تعيين تتمة على نفس جزيرة استوائية، سيمتد على قصة بطل الرواية، وسوف يعيد حرفا، هذه كما خصم لعبة فار كراي 3 من الدرجة الثانية، VAAS. ومع ذلك، وبعد أربعة أيام، وجد الفريق أن تتمة لم يكن ما يريدون تحقيقه. ونتيجة لذلك، قرروا التخلي عن فكرة وبناء لعبة العلامة التجارية الجديدة مع وضع جديد ومجموعة جديدة من الأحرف. تكييف الفريق «نحن نريد كل شيء» النهج، الذي كانوا يأملون في تجريب كل أنواع الأفكار. يأمل بعض أعضاء الفريق أن اللعبة سوف تسمح للاعبين للطيران، مما أدى إلى العمودي للعبة. يأمل مدير اللعبة أيضا أن اللاعبين سوف تكون قادرة على ركوب الفيل الهائج، في مكان مع «الجبال الغريبة» و «ثقافة فريدة من نوعها». وأدى ذلك إلى مفهوم إعداد الجبلية وإدخال الفيلة في اللعبة. المطورين تهدف للاعبين للنظر في لعبة فار كراي 4 تجربة بذاتها، وبالتالي تجنب إعادة أية أحرف من لعبة Far Cry 3 باستثناء Hurk . تم اتخاذ قرار لتحقيق Hurk مرة أخرى لفريق يعتقد أنه ينبغي توفير بعض المراجع إلى المباريات السابقة في هذه السلسلة، كما يتم تعيين جميع المباريات في نفس الكون حتى ولو لم ترتبط بشكل مباشر.
اتخذت بعض عناصر اللعبة مباشرة من صرخة الأقصى 3. المواقع الغريبة، والصيد، والحرية للواستمرت لاعبين لاستكمال البعثات من خلال المناهج المختلفة في صرخة الأقصى 4. الفريق عن أمله في أن من خلال دمج وتوسيع بناء على هذه الأفكار، في حين إدخال ميزات جديدة، فإنها يمكن أن تجعل لعبة فار كراي 4 تطور لسلسلة. ونتيجة لذلك، أصبح حجم البؤر الاستيطانية اللعبة أكبر وأعطيت اللاعبين المزيد من الخيارات لتخصيص أسلحتهم. أدرك الفريق أيضا أن اللاعبين تنفق الكثير من الوقت في التفاعل مع عالم مفتوح من لعبة فار كراي 3، وقرروا بذل المزيد من الجهد والموارد في التصميم في العالم، وإضافة المزيد من المهام إلى اللعبة.

وضع اللعبة، كيرات، هي دولة وهمية في منطقة جبال الهيمالايا. عند بناء كيرات، دمج المطورين عناصر من المناطق في العالم الحقيقي بما في ذلك نيبال والتبت، ولكن مبالغ فيها تلك العناصر. حجم الخريطة هو مشابه لعبة فار كراي 3، ولكنه أكثر كثافة، متنوعة، ويضم بيئات أكثر تنوعا. يأمل المطورون أن اللاعبين يمكن أن يتعرض لها معنى استكشاف عند السفر بين الطرق المختلفة. الفريق يأمل أيضا أن الموقع الجديد يمكن أن يكون للتصديق، في حين تبقى مثيرة للاهتمام للاعبين. ونتيجة لذلك، فإنها خلقت تحديد لكيرات عن طريق القيام أشياء مثل إضافة لافتات مختلفة في لعبة وخلق الأساطير الخيالية والدين لكيرات. وقد تم تصميم عالم اللعبة أيضا لاستيعاب ميزات جديدة مثل طائرات الهليكوبتر وربط تتصارع. في محاولة لجعل العالم يشعر الحقيقي، وأضاف الفريق إدخال تحسينات على تصميم جنبا المهام. بدلا من مجرد كونها أنشطة لاعبين لاستكمال وتنفيذ المهام يحركها السرد، الذي تم القيام به لزيادة الاتصال بينهم وبين العالم. من أجل زيادة مصداقية العالم في اللعبة، أرسل الاستوديو فريق ل نيبال لتجربة وتسجيل الثقافة المحلية، حتى يتمكنوا من جلب تلك الأفكار إلى الاستوديو. وفقا للمطور، غيرت رحلة تصميم اللعبة. تحول التركيز من الحرب الأهلية في اللعبة، وهو مستوحى من الحرب الأهلية النيبالية في العالم الحقيقي، لتطوير شخصيات فريدة ومثيرة للاهتمام.

باجان مين

واحد من شخصيات اللعبة المشهود الأهم هو باجان مين، خصم كبير في اللعبة. يأمل الفريق أن اللاعبين سوف «صدم، عن دهشتها ومفتون» له في كل لقاء. دقيقة تربطها علاقة معقدة مع شخصية مناسبة للعب، غالي، وفريق يريد لاعبين لتخمين النوايا دقيقة وإضافة طبقة من الغرابة له. الفريق يأمل في الأصل أن يكون الشرير لذلك كان «عقلية فاسق صخرة»، ولكن تم التخلي عن فكرة كما يعتقد الفريق أن مفهوم ليس أصليا. ترتدي زي مين وردي طوال المباراة كانت مستوحاة من قبل بيت تاكيشي، حرف من الإخوة، وإشي، حرف من إشي القاتل. تم تصميم دقيقة ليكون سادية بعد ثقة، واستأجر فريق تروي بيكر لتوفير صوت لمين، لأنها اعتقدت أن صوت بيكر هو شخصية جذابة بما يكفي لتناسب دقيقة. وفقا لبيكر، وقدم يوبي سوفت له السيناريو للسمع لكنه اختار عدم متابعته، وقررت بدلا من ذلك تهدد بقطع وجه مساعد باستخدام لهجة مين. كانت المقابلة سعداء جدا مع أداء بيكر وقررت التعاقد معه لهذا المنصب. أما بالنسبة غالي، صمم له أن يكون «رقيقة»، وصمم الخلفية الدرامية له أن يعلن مع تقدم اللاعبين من خلال قصة اللعبة. ووفقا لمدير السرد اللعبة، مارك تومسون، غالي يتعلم تاريخ وثقافة كيرات جنبا إلى جنب مع لاعبين. يأمل المطورين أيضا أن غالي يمكن أن يكون شخصية للوصول للاعبين.

## قصة اللعبة
تدور أحداث اللعبة حول آجاى غالى (Ajay Ghale) المواطن النيبالى الذي يتحدث الإنجليزية ويعيش في الخارج، يعود إلى وطنه ليقوم ببعثرة رماد والدته كوصية لها، ولكنه يجد ان الدولة دخلت في حرب أهلية ويجد نفسه في مقاومة ضد النظام الاستبدادي للملك الذي نصب نفسه رئيس للدولة ويدعى باجان مين الذي سيكون عليك مقاومته هو ونظامه.

## الشخصيات

أجاي غالي بطل اللعبة

- أجاي: هو بطل الرواية الرئيسي ذهب إلى كيرات لرمي رماد جثة والدته إلا انه تورط في حرب أهلية تخاض ضد زعيم كيرات القمعي باجان مين.
- باجان مين: هو زعيم نظام كيرات.
- لونجينوس: هو الشخصية التي سوف توفر الأسلحة والأدوات لاجاي في مغامرته في كيرات .
- ويليس هنتلي : هو عميل لوكالة المخابرات المركزية.
- سابال : وهو الذي يمثل القائد لل الطريق الذهبي مناصفتا مع اميتا
- موهان : هو والد اجاي وهو المؤسس الطريق الذهبي.

## التطوير
تحدث مارك تومسن مدير اللعبة انه أراد أن يصحح الأخطاء التي حدثت في الجزء السابق حول قصة اللعبة لذلك قام بصنع قصة جديدة تجعلك تكتشف العالم المفتوح بشكل له معنى عن الجزء السابق الذي لم نجد له اى ضرورة داخل القصة، ولهذا فان هذا الجزء العالم المفتوح فيه سيكون مكمل لقصة اللعبة وليس جزء منها، كما سيتم تقليل أصوات البطل حتى يتمكن اللاعبين من الاستمتاع بأنفسهم، كما يسمح للاعبين بدعوة أصدقائهم داخل اللعبة بحيث يمكن لكل لاعب أن يرسل عشرة دعوات للأصدقاء ومن يدخل اللعبة سيجد الدعوة عنده ليساند صديقه في اللعبة.
و لعبة فار كراي 4 هو أول شخص عمل لعبة المغامرة. يفترض اللاعبين السيطرة على الكايراتي الأمريكي أجاي غالي الذي هو على السعي لنشر رماده المتوفى الأم في دولة خيالية من كيرات. طوال اللعبة، يمكن للاعبين تشغيل، القفز والانحناء، والقدرة على استخدام أسلحة بما في ذلك البنادق، النشاب وبنادق القناصة والألغام، ورمي السكاكين، والانحناء، وقاذفات اللهب، وقاذفات صواريخ. اللعبة تسمح للاعبين لاتخاذ تغطية لتجنب الاشتباكات المسلحة وأداء عمليات الإزالة المشاجرة من فوق أو من مسافة قريبة. وعلى عكس الأقساط السابقة في هذه السلسلة، لعبة فار كراي 4 يعطي اللاعبين القدرة على ركلة الأشياء والقدرة على إخفاء جثث الأعداء.
يمكن للاعبين استخدام مجموعة متنوعة من الأساليب للتعامل مع المهمات. على سبيل المثال، يمكن للاعبين الاستفادة من أسلوب الشبح للتهرب من الأعداء وأهداف كاملة دون أن يلحظ ذلك، أو لديهم أيضا خيار الهجوم بالأسلحة النارية والمركبات. وقد تم تجهيز خصائص اللاعب مع الكاميرا الرقمية، والتي تسمح له للاحتفال وتسليط الضوء على جميع مرئية الأعداء، والحيوانات، ووتس. اللاعبون قادريين على ركوب الفيلة، والتي تكون بمثابة الدبابات يمكن للاعبين أيضا رمي الطعم نحو الأعداء، والذي يستقطب الحياة البرية القريبة التي هي معادية لكلا من لاعب والأعداء. كما يمكن للاعبين أيضا مطاردة الحيوانات والحصول على جلدهم وللأستفادة في توسيع الجيوب.
اللعبة ميزات بيئة العالم المفتوح مجانا للاعبين لاستكشاف. ومن ميزاتها تعدد البيئات، بما في ذلك الغابات والأنهار والجبال. للسماح للاعبين للسفر بين الأماكن أسرع، وملامح اللعبة مختلف المركبات، بما في ذلك العربات والشاحنات والمركبات المائية مثل القوارب السريعة. يمكن للاعبين دفع واطلاق النار في نفس الوقت، ويمكن أن تتيح لصناعة السيارات في محرك الأقراص، الذي يأخذ الذكاء الاصطناعي للعبة بشأن دور السيطرة على السيارة ويوجه اللاعبين لأهدافها. يمكن للاعبين أيضا اختطاف غيرها من المركبات أثناء القيادة. والصقر، وهو، مثل طائرات الهليكوبتر مركبة جوية، وأدخلت في اللعبة، مما يسمح للاعبين لاكتساب ميزة تكتيكية من الهواء المظلات، وبدلة السنجاب الطائر، ومنجل الثشبث أيضا في اللعبة؛ كما هناك عناصر تساعد اللاعبين في تأرجح عبر المنحدرات، وسرعة الانتقال في البيئة. هناك أجزاء من اللعبة تجري في شانغريلا، أرض الأحلام الغامضة حيث يصارع المحارب الكيراتي الشياطين. ويرافق اللاعبين ذلك النمر المصاب والذي يعتبر بمثابة رفيقهم. يمكن للاعبين أن يصدروا الأوامر إلى النمر، الذي يساعدهم في المعركة. .
وتنقسم اللعبة في العالم إلى نصفين: شمال وجنوب كيرات. يبدأ اللاعبون في جنوب كيرات وعند تحرير المناطق تفتح البيئة وتزيد رقعة الاستكشاف تقريبا، ولكن يمكن أن تطلق فقط شمال كيرات على مدار القصة. يتم فتح الخريطة تدريجيا بتحرير أبراج الجرس، واطلاق سراحهم من تأثير باجان مين والسماح لأعضاء الطريق الذهبي بالتوسع. هذه الأبراج تساعد اللاعبين في اكتشاف معالم وعلامات جديدة تتيح للاعب الوصول اليها من خلال الخريطة. والوصول إلى المواقع التي يسيطر عليها باجان مين، والتي يمكن اختراقها من قبل اللاعبين. هناك أربعة معاقل استيطانية كبيرة، أو حصون، ويمكن أيضا أن توجد، وتحتوي على دفاعات قوية وتركيبات أكثر صعوبة من طرف الأعداء. إذا لاعبين تمكنوا من تحرير هذه البؤر بنجاح، سوف تكون بمثابة نقاط سفر سريعة، مما يسمح للاعبين باستخدام الملاحة السريعة في الانتقال إلى الأماكن البعيدة. كما تصبح البعثات والمهام الإضافية متاحة أيضا. وهناك العديد من-المهمات الجانبية التي يمكن أن تنجز، بما في ذلك عمليات إنقاذ الرهائن، أسئلة التخلص من القنابل، والبعثات الصيد. ويمكن بعد ذلك أن تستخدم أجزاء من الحيوانات التي تم جمعها "لصياغة الحقائب والأحزمة الجديدة.
مثل سابقاتها، في ملامح اللعبة وبعض عناصر الأدوار. يمكن للاعبين كسب نقاط الخبرة من خلال استكمال البعثات وهزيمة الأعداء، تمكن اللعب من تعزيز الأداء والترقيات من خلال نقاط التجربة . هناك مجموعتان من قدرات اللاعبين للاختيار من بينها، النمر والفيل. ترقيات النمر تعمل على تحسين «القدرات الهجومية»، في حين ترقيات الفيل تعمل في تحسين «المهارات الدفاعية». مجموعة متنوعة من الأحداث العشوائية والمواجهات العنيفة تجري طوال اللعبة. على سبيل المثال، قد بشكل غير متوقع تهاجم النسور اللاعب، وقد تصدمه سيارة، أو يشهد هجوم الحيوان. يمكن للاعبين أن ينفذوا مهمات الكرما المحيطة بهم لأداء الأعمال الطيبة تجاه المتمردين، من خلال مساعدتهم في معارك عندما يتعرضون للهجوم من قبل الحيوانات البرية أو أعداء. وبذلك منح اللاعبين خصومات عند شراء بنود جديدة في المراكز التجارية، وسوف تسمح للاعبين لاستدعاء الدعم الاحتياطي من أعضاء الطريق الذهبي. يمكن للاعبين أيضا اكتساب الخبرة عن طريق جمع العناصر مثل الأقنعة، الملصقات الدعائية، وعجلات ماني.  وهناك أيضا ساحة المعركة، وهي مخصصة اللاعبين لمواجهة الأعداء من الإنسان والحيوان، للحصول على نقاط خبرة إضافية والمكافآت.

### الموسيقى التصويرية
تم التعاقد مع كليف مارتينيز للعمل على الموسيقى التصويرية للعبة. وتم إصدار نسختين يحتويان على 30 مسارًا يتم سماعها في اللعبة ، كما إصدار نسخة فاخرة تحتوي على 15 مسارًا إضافيًا. تم إصدار الألبوم قبل إصدار اللعبة مباشرة ، وتلقى مراجعات إيجابية. تم توجيه الثناء بشكل خاص نحو استخدام الأدوات النيبالية التقليدية التي اقترحت ، جنبًا إلى جنب مع العينات الإلكترونية ، الأوكتان العالي والأنغام الصوفية.